# Peter Polderman
Piet (Peter) Polderman (Den Haag, 22 augustus 1933 – aldaar, 15 oktober 1998) was een Nederlands kunstenaar.
"Beweging is mijn onderwerp, bij theater, muzikanten en circus, maar ook in mijn landschappen en stillevens mag er geen stilte zijn. Kleur pas ik toe om beweging te versnellen. Ik werk traditioneel, maar dan de traditie van alle tijden en vele culturen en met traditie bedoel ik de behoefte om hetgeen ik als emotie, sfeer, vorm en kleur beleef met beeldende middelen weer te geven". 

## Opleiding en werk
Peter Polderman volgde zijn opleiding aan de Koninklijke Academie van Beeldende Kunsten in Den Haag. Hij werd binnenhuisarchitect en schilder.
Als schilder ging het hem niet om realistische weergave van het onderwerp maar om een impressie van de sfeer. Het circus en het dagelijkse leven op het strand of het caféterras boeiden hem. Vaak maakte hij ter plaatse een schets om die later in zijn atelier uit te werken. Hij reisde regelmatig met een circus mee.
Peter Polderman heeft zich van 1947 tot 1953 ontwikkeld als schilder. Als 12-jarige ging hij al op zaterdagmiddag naar de Koninklijke Academie, later heeft hij wat lessen op het atelier van Jos van den Berg gevolgd en adviezen ontvangen van Joop Kropff en Jan van Heel. Toch beschouwde hij zichzelf als autodidact. In de zeventiger jaren heeft hij les gegeven op de Vrije Academie de Vlietstreek en vanaf 1982 gewerkt als begeleider aan de Vrije Academie, Den Haag voor schilderen naar model en portret.   
Het thema muziek speelde een grote rol in zijn werk, rond dit thema heeft hij verschillende tentoonstellingen gehad. Met o.a. werken van het Residentie Orkest en het North Sea Jazz Festival, waar hij op uitnodiging werkte. Daarnaast had hij tentoonstellingen in de Haagse Kunstkring, bij verschillende galeries in het land en kunstuitlenen. Ook heeft hij geëxposeerd in Düsseldorf (Duitsland) op uitnodiging van de gemeente en Christchurch (Nieuw-Zeeland) op de universiteit.   
Peter Polderman maakte veel werkreizen naar o.a. Frankrijk, Italië, Portugal, Malta, Singapore en Nieuw Zeeland. Op een aantal van zijn reizen was hij te gast bij circussen, om tijdens de voorstelling te schilderen. In Nederland bij Circus Mullens en Circus Boltini, in Duitsland bij Circus Busch-Roland en in Frankrijk bij Circus Pinder en Circus Zavatta.  
Zijn vroege werk staat bekend om zijn gebruik van waterverf, gouache en penseel tekeningen. Later werkte hij bij voorkeur met tempera op geprepareerd papier, de tempera mediums maakte hij vaak zelf. De serie boekenkasten was zijn kleuren studie, waarna zijn werk veel kleurrijker werd.   
Peter Polderman was lid van de Haagse Kunstkring. 

## Werk in opdracht
- Zes prenten te gelegenheid van het 75-jarig jubileum van het Residentie Orkest.
- Een tekeningenboek met yoga-oefeningen.
- Wandschildering in de aula van een basisschool in Alphen.
- Veertig tekeningen van diverse sporten voor Sporttoto.
- Boekomslag voor kinderboek 'De club der jonge Kaninefaten' van N.W.C. Kuyk.
- Drieënvijftig portretten van Nederlandse dichters in gouache, tentoongesteld in het Haags Gemeentemuseum en later opgenomen in de collectie van het Nederlands Letterkundig Museum. Van deze collectie is ook een gecombineerde bundel verschenen van dichters portretten en hun gedichten.
- Vele kleine opdrachten zoals portretten.

## Bekende thema's
- Circus: Dreigende tijgers (foto)
- Terras en strand: Strand met donkere zee (foto)
- Cafe's en winkels: Café tafel (foto)
- Scheveningen toen en nu
- Boeken:
- Muziek:
  - Jazz: Ton van der Geld quartet, tempera, 1981 (foto)
  - Klassiek: Residentie Orkest 75 jaar jubileum, 1979

## Bekende eigenaren
- Patty Brard had, toen ze in 1993 in een faillissement terechtkwam, een groot schilderij van Peter Polderman, voorstellend een dompteur met dreigende tijgers. Het schilderij werd op de veiling van haar boedel in het Promenade Hotel verkocht.

## Erkenning
- Polderman staat vermeld in de Lexicon Nederlandse Beeldende Kunstenaars 1750-1950.